# Garrett McNamara
Garrett 'GMAC' McNamara (nascido em 10 de agosto de 1967) é um surfista norte-americano de ondas grandes e homem do mar extremo, conhecido por quebrar o recorde mundial da maior onda já surfada na Nazaré em Portugal, sobrevivendo a uma monstruosa onda em Jaws, e surfar tsunami de quebra de icebergues no Alasca.

## Biografia

### Início da vida
McNamara nasceu em 10 de agosto de 1967, em Pittsfield, Massachusetts, e passou parte de sua infância em Berkeley, Califórnia. Em Berkeley, McNamara, e seu irmão Liam McNamara, foram conhecidos pelos amigos, por serem bastantes destemidos e de aguentarem as dores dos jogos difíceis de infância, prenúncio da sua capacidade de enfrentar o perigo no surf. McNamara mudou-se em 1978 para o Norte da Costa do Havaí. Com onze anos de idade, McNamara, seguia os passos do seu irmão mais velho, e começou a surfar em Sunset, Waimea e os recifes externos em busca de uma ondulação gigante. Ele entrou e colocou-se no prestigiado Hawaiian Triple Crown na Série dezassete e começou a ganhar grandes patrocinadores de grandes marcas Japonesas. Durante os próximos dez anos, os dois irmãos se juntaram na competição do circuito, viajaram e se tornaram fluentes em Japonês.
No início da década de 1990 o Tow surf pegou entre a comunidade surfista, e McNamara foi um dos primeiros a aderir à modalidade. Juntou barcos, marítimos e surfistas habilitados para perseguir e pegar ondas gigantes que eram consideradas impossíveis de alcançar, além dos limites dos surfistas de remar com apenas as suas mãos. McNamara deu boas-vindas e pediu o desafio de encontrar as maiores ondas do mundo, que instantaneamente se tornou o seu sonho e missão na vida.

## Carreira
Após treinar por um ano, McNamara e parceiro de tow-in Rodrigo Resende venceram o prémio de $70.000, em Maui, no Jaws em 2002, na Copa do Mundo de Tow Surf. Mais tarde naquele ano, ele posou para a capa das principais revistas de surf de todo o mundo depois de ser fotografado em um tubo dramático ao largo da costa da Teahupo'o no Taiti. Em 2003, ele andava de um das suas mais conhecidas ondas. McNamara foi mais uma vez em Jaws e pegou uma onda com um tubo de 20 ft (6,10 m) onde os espectadores acreditavam que ele tinha sido esmagado pela crista da onda. A onda acabou por cuspi-lo e ele escapar da morte, ele saiu para surpresa e espanto de todos que estavam assistindo, incluindo a si mesmo.
Os limites do big wave surf foram empurrados mais uma vez novamente no verão de 2007, por McNamara e parceiro Keali i Mamala, buscando um tsunami formado por 300 ft (91,4 m) quebra dos icebergues no Centro-Sul do Alasca. Um filme foi feito para documentar a sua experiência.
Em janeiro de 2016, McNamara sofreu uma grave queda em um onda de 50 pés de Mavericks, na Califórnia, que fez com que ele ressaltasse na água três vezes, antes de ser engolido pelo onda monstruosa. Equipes de resgate nos jet skis acabaram por encontrar McNamara e recolhê-lo para a segurança, mesmo assim ele sofreu uma luxação no ombro e um braço partido que o levaria para uma cirurgia. Vídeo de McNamara do wipeout tornou-se viral, e os surfistas locais, depois de terem dito que era um dos piores trambolhões filmado em vídeo.

### Recorde mundial

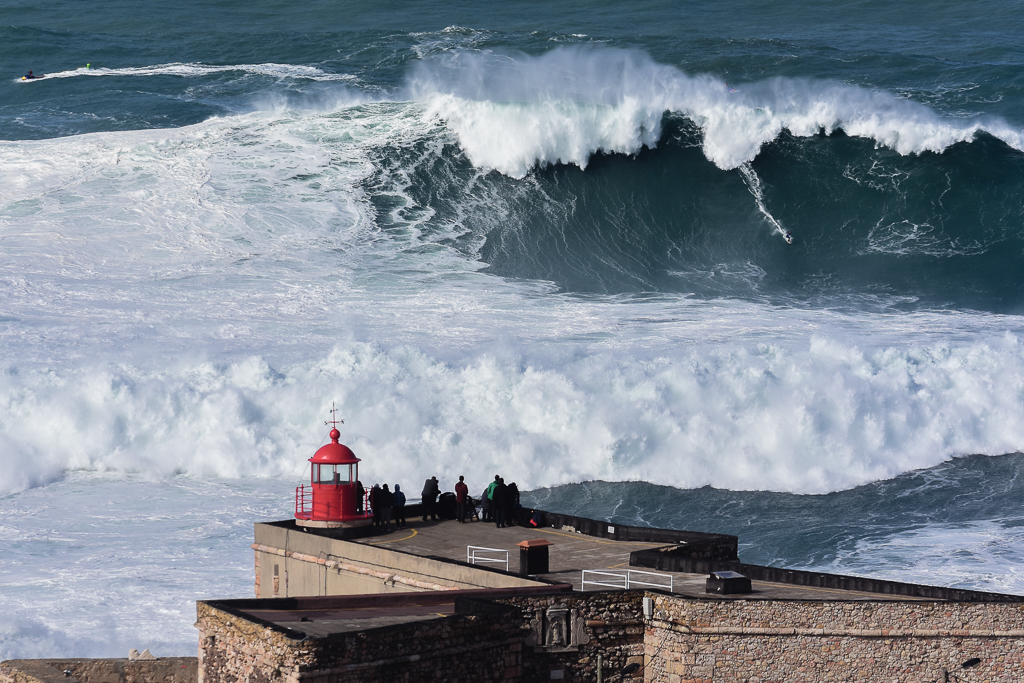
As ondas gigantes da Praia do Norte, na Nazaré, Portugal.

Em novembro de 2011, depois de ter perseguido inúmeras tempestades e feito o acompanhamento das ondulações (tudo pago pelo próprio), McNamara entrou para o Guinness World Records ao ter surfado uma onda de 78 ft (23,8 m) na Praia do Norte, situada na Nazaré, em Portugal, isto depois de ser rebocado para a onda a partir de um jet-ski, andar na prancha de tow-in 6'0 feita pelo Dick Brewer. O seu registo bateu o anterior recorde mundial por mais de um pé, mas o anúncio prematuro (por outros, não por McNamara) revelou-se uma fonte de controvérsia no surf mundial. Entretanto, McNamara continua a busca para uma onda ainda maior.
Em janeiro de 2013, McNamara quebrou novamente o seu próprio recorde mundial ao surfar uma onda estimada de 100
-pé (30 m). Ele também fez isso também ao largo da costa da Nazaré, Portugal.
Carlos Alberto Burle Filho é um surfista brasileiro, dos mais renomados do país na atualidade. Pode voltar ao Guinness Book com a maior onda surfada no planeta superando a marca de 30m do americano Garrett McNamara em Nazaré, Portugal. Wikipedia: Carlos Burle.

### Além de surfar
Nos últimos anos, McNamara começou outra busca de Stand Up Paddle (SUP) e deu-lhe o seu próprio toque pelo projeto e criação de pranchas de SUP para um mais extrema experiência, aventurando-se em grandes ondas locais, como Waimea, em Puerto Escondido, e Mavericks. Ele foi convidado para competir no Mundial de Stand Up Paddle Surfing Championship, em junho de 2009 pela Associação Internacional de Surf, onde apenas 32 surfistas de elite foram convidados a participar.
No início de 2011, ele assinou como uma equipe de pilotos e embaixador global para WaveJet, eletrônica, unidade de jacto de que se conecta em qualquer WaveJet motos de água, incluindo pranchas de surf, stand up paddleboards, e muito mais.

## Vida pessoal
McNamara é casado com Nicole McNamara (nascida Macias), professora de ciências ambientais. Eles casaram-se em novembro de 2012 na Praia do Norte, Nazaré, Portugal.

## Actividade
| 2013 Exploração continua de Nazaré, Portugal 2012 Entrou no Guinness World Records para a Maior Onda Jamais Surfada de 78 pés - Nazaré, Portugal Billabong XXL Awards – Prémio Maior Onda Billabong XXL Awards – Prémio do Wipeout do Ano Billabong XXL Awards – Nomeação de Onda do Ano 2011 Surfou uma onda de 78 pés em Nazaré, Portugal que mais tarde seria registada no Guinness World Records 2010 Exploração da Praia do Norte (Nazaré) - Portugal 2009 Billabong XXL Awards – Nomeação do Tubo Monstruoso Billabong XXL Awards – Nomeação da Onda do Ano 2008 2.º Lugar Competição SUP Puerto Escondido, México Billabong XXL Awards – Prémio de Performance do Ano Billabong XXL Awards – Nomeação de Golden Donut 2.º Lugar Free Wave Challenge Tubo do Ano | 2007 Billabong XXL Awards – Performance do Ano Billabong XXL Awards – Prémio da Maior Onda 2006 1.º Lugar Campeonato Tow-in Nell Scott Billabong XXL Awards – Prémio Golden Donut 2005 1.º Lugar Campeonato Tow-in North Shore 2004 Surfer Poll – Prémio Melhor Tubo 2003 1.º Lugar Jaws World Cup Expression Session 2002 1.º Lugar Jaws World Cup Tow in Surfing |

## Filmografia
A seguir é baseado no banco de dados Internet Movie Database:

### Tv
- Fuel TV - 12 episódios
- O Travel Channel - 12 episódios
- Anderson Cooper 360° Segmento
- Discovery Channel Segmento
- O Swell Vida Própria Oprah Winfrey Network - 12 episódios

### Filmes
- "Projeto a Geleira"
- "North Canyon Show by Garrett McNamara"